# Prince of Persia 2: The Shadow and the Flame
Prince of Persia 2: The Shadow and the Flame je pokračování videohry Prince of Persia. Hra vyšla v roce 1993 a přináší novou grafiku, hudbu na pozadí během hry, vyšší obtížnost a mnoho dalšího.

## Příběh
Hra navazuje na první díl, kdy mladý cestovatel přelezl zdi perského paláce a zamiluje do krásné princezny, její otec Sultán však tehdy odjel bojovat do jiných zemí a zlý vezír Jaffar je kvůli žárlivosti uvrhl do žaláře s hrozbou smrti. Mladík poté zachraňuje princeznu a zabije vezíra. Když se Sultán navrací do paláce, z vděčnosti za záchranu své dcery tyto dva provdá. Idyla však nemá dlouhého trvání a po jedenácti dnech Jaffar mysticky obživl a proměnil se v prince, váš vzhled pak přeměnil na žebrácký šat. Falešný princ na vás pošle stráže, vy však na nic nečekáte a utečete skokem z palácového okna. Následně utíkáte skrz záplavu stráží, patrolujících na hradbách a naskočíte na obchodní loď, která se právě chystá vyplout. 
Jaffar však vyvolá mocnou bouři, kterou potopí loď a vy – černý pasažér – se jako jediný zachráníte. Ocitnete se na pustém ostrově. Zde budete muset vstoupit do temné jeskyně. Sultán mezitím se země znovu odjíždí a princezna se ocitá s Jaffarem (zatím ještě neví, že to je on) osamotě. Ten se však chová a projevuje zcela jinak než vy. Princezna to brzy pozná a je z této nové změny vyděšená. Jednoho dne to už nevydrží a rozhodne se svému otci napsat dopis. Jaffar si ale dává pozor, a tak princeznu sleduje. Ve svém dopise princezna uvádí, že se princ (falešný) snaží získat moc v zemi. Jistě si dokážete představit Jaffarovu reakci, když se o tomto dopisu dozvěděl. Princezna náhle poznala, že vedle ní stojí docela jiný člověk, krutý čaroděj Jaffar a, psychicky onemocněla pod Jaffarovou kletbou. Zbývá jí jen několik dní, možná týdnů (v herním čase 75 minut) života. Princ mezitím mívá vidiny tajemné ženy, která ho zvláštním, tajemným hlasem volá kamsi daleko. Princ se statečně probojuje skrz hordu kostlivců, z nichž jejich král, mocný nesmrtelný kostlivec na mostě, byl vaší nejtěžší prozatímní překážkou. Při souboji s touto nestvůrou se most zřítí do propasti a i vy sám máte problém chytit se chatrného okraje mostu, ale svůj meč už v ruce neudržíte, takže spadne hluboko do propasti. Náhradou za něj vám bude kouzelný létající koberec, na němž odletíte konečně z temné jeskyně, kamsi hluboko do ruin dávného paláce. 
Zde se nacházejí nestvůry v podobě hlav medúz a hadů, jejichž uštknutí je smrtelně jedovaté. V útrobách hradu najdete jakousi dýku, která se v boji stane chatrnou nadějí na vítězství (ubíráte pouze 1/2 života jedním zásahem). Ruiny už chátrají, takže se není čemu divit, když se vám podlaha náhle začne hroutit pod nohama. Nachází se zde i mnoho dalších pastí (stejně jako v předchozí jeskyni), např. zákeřné čepele schované ve zdi, čekající na vaše tělo. Projít tyto ruiny není nic jednoduchého. Ale na své cestě najdete nový meč. V okamžiku, když jej zvednete, se propadnete do spánku, ve kterém se vám dostane zvláštního vidění – opět potkáte postavu ze snu. Řekne vám, že tento hrad kdysi byl mocným, vzkvétajícím městem, jehož vládcem byl váš otec. Meč, který princ našel, je ve skutečnosti starým mečem vašeho otce. Otec o něj přišel v boji s temnými silami, které pocházejí paláce za hlubokou propastí, kousek od této lokace. Poslední slova této tajemné postavy znějí: „Pomsti nás, pomsti nás!“. Princ se seznamuje se svou minulostí a ví, že jeho jedinou šancí, jak se znovu setkat se svou milovanou, je pomstít své rodiče. Kouzelná socha koně se stane klíčovou při překonání propasti. 
Poté, kdy naskočíte na koně, obživne a poběží s vámi až do červeného paláce, odkud pochází všechna temnota. Tajemní muži v maskách jestřába vás pronásledují a za každou cenu chtějí uchránit svůj plamen před vámi, dobyvatelem a mstitelem. Jejich palác je přímo přeplněn různými pastmi a logickými hádankami. To však neznamená, že by zde byl zanedbán boj – muži s maskou se stanou zatím nejtužšími protivníky, se kterými jste se doposud setkali. Mezitím už princezna chřadne a její život se čím dál tím víc podobá smrtelné chorobě. Čas neúprosně ubíhá a před vámi stojí nejtěžší zkouška, odnést posvátný plamen, který vám později poslouží jako zbraň proti Jaffarovi. Na konci vaší předlouhé cesty labyrintem chodeb, pastí a protivníků, se setkáte s nápisem: „Ten, kdož ukrást posvátný plamen by chtěl, musí zemřít“. Vy, jakožto princ zemřete (necháte se zabít) před samotným posvátným plamenem. Nakonec z princova těla vystoupil duch, který v sobě plamen odnesl a dal tak princi novou naději. Nyní už vám žádný ze stráží nebrání v odchodu (všichni vám skládají hlubokou poklonu), takže opět ujíždíte se svým věrným ořem. Přistanete na střeše paláce, odkud se dostanete rovnou do ložnice princezny a utkáte se pomocí plamene s Jaffarem.

## Úrovně
Hra má celkem 14 úrovní. První se odehrává na hradbách, druhá na ostrově. Třetí až pátá se odehrává v jeskyním komplexu, kde na nás číhají kostlivci, kteří však oproti kostlivci z prvního dílu Prince of Persia jdou zabít, a lávová jezírka. Pátá úroveň končí odletem na koberci. Tím se přesuneme do ruin (úroveň 6, 7, 8 a 9), kde na nás čekají jako protivníci hadi a létající hlavy. V 9. úrovni skočíme na sochu koně, která vzápětí oživne, a nás dopraví nás do červeného paláce. V něm se odehrávají další 4 úrovně. Setkáme se v nich s bojovníky, který mají na hlavě ptačí masku. Po dokončení těchto čtyř úrovní nás koník přiveze na vrcholek věže. Zde začíná 14. (poslední) úroveň, ve které se utkáme s vezírem Jaffarem.

## Lahvičky
Podobně jako v předchozí verzi této hry, můžeme nalézt několik druhů lahviček. Jsou jimi malá červená lahvička, která přidává jednu energii, velká červená lahvička, která doplní energii na maximum a ještě jednu přidá, modrá lahvička, která jednu energii vezme a nakonec zelená lahvička, která má nevyzpytatelné účinky. Například z lahvičky vyskočí malý panáček a otevře nám bránu. Je dobré sbírat velké červené lahvičky, avšak cesta k nim bývá náročná.

## Cheaty
Spuštěním hry s parametrem „makinit“ (v některých verzích „yippeyahoo“) je možno poté stisknutím některých kláves provádět cheaty. Jsou jimi například:
- „Alt+N“ – skok do další úrovně
- „Shift+T“ – přidání energie (jako když se vypije velká červená lahvička)
- „Shift+I“ – otočení obrazu o 180°
- „+“ – přidání času
- „-“ – ubrání času
- „K“ – zabití všech nepřátel na obrazovce
- „R“ – oživení prince